# إرنست فوس
إرنست فوس (بالألمانية: Ernst Voss)‏ (و. 1842 – 1920 م) هو رائد أعمال، ومهندس ألماني، توفي في هامبورغ، عن عمر يناهز 78 عاماً.